# Tepeyac (El milagro de Tepeyac)
Tepeyac (El milagro de Tepeyac) es una película de cine mudo dramática mexicana de 1917, dirigida por José Manuel Ramos, Carlos E. Gonzáles, y Fernando Sáyago, a partir de un guion que escribieron José y Carlos. Es una de las pocas cintas de cine silente mexicano que han podido ser preservadas.

## Argumento
Lupita Flores y su prometido Carlos Fernández, que debe partir en misión a Europa por encargo del Presidente. Tras la dramática despedida, Lupita se entera de que el barco en el que viajaba Carlos ha sido hundido por un submarino alemán. Desesperada, Lupita le reza, junto a su madre, a la Virgen de Guadalupe. 
Más tarde, insomne en la cama, Lupita toma en sus manos un libro sobre la Virgen de Guadalupe y revive con la lectura, paso a paso, la historia de su aparición al indio Juan Diego. La película finaliza con la salvación fortuita de Carlos y la visita de Lupita y Carlos a la Basílica de Guadalupe el 12 de diciembre.

## Reparto
- Beatriz de Córdova como la Virgen de Guadalupe[3]
- Pilar L. Cotta como Lupita Flores[3]
- Gabriel Montiel como el indio Juan Diego[3]

### Histriones desconocidos
- Hombre interpretando a Fray Juan de Zumárraga
- Hombres interpretando a un grupo de soldados españoles

### Sin acreditar
- Roberto Arroyo Carrillo como Carlos Fernández[3]
- Luis García Carrillo como misionero[3]
- Carlos E. González como misionero[3]
- Emilia Otaza como la madre de Lupita[3]
- José Manuel Ramos como Fray Bernardino de Sahagún[3]
- Pedro Walker como misionero[3]

## Preservación
Se consideraba como un filme perdido, hasta que en 2016, fue encontrado por el historiador Aurelio de los Reyes. En ese año, se inició su restauración con ayuda de la filmoteca de la Universidad Nacional de México (UNAM) y la Academia Mexicana de Artes y Ciencias Cinematográficas. En 2018, fue relanzada luego de la finalización de su renovación digital.